# Świdnik (dopływ Bobru)
Świdnik (Świnka, niem. Schweinsbach) – potok, lewy dopływ Bobru o długości 12,73 km i powierzchni zlewni 37,5 km².
Potok wypływa w Karkonoszach, pomiędzy Przełęczą Kowarską a Rozdrożem Kowarskim, na wysokości 780 m n.p.m. Przepływa przez Ogorzelec, Leszczyniec i Szarocin. Uchodzi w Błażkowej, na granicy z Janiszowem, na wysokości 465 m n.p.m. Odwadnia północno-wschodnie zbocza Lasockiego Grzbietu, północną część Wzgórz Bramy Lubawskiej i południowo-wschodni fragment Rudaw Janowickich. Wzdłuż jego górnego biegu prowadzi droga wojewódzka 367. W jego wodach żyją pstrąg potokowy, głowacz białopłetwy, strzebla potokowa.